# Sinar Sekampung
Sinar Sekampung is een bestuurslaag in het regentschap Tanggamus van de provincie Lampung, Indonesië. Sinar Sekampung telt 2449 inwoners (volkstelling 2010).